# (34175) Joshuadong
2000 QG39 (asteroide 34175) é um asteroide da cintura principal. Possui uma excentricidade de 0.13661030 e uma inclinação de 4.13163º.
Este asteroide foi descoberto no dia 24 de agosto de 2000 por LINEAR em Socorro.